# Vittangi
Vittangi (meänkieli: Vittanki; nordsamiska Vazáš) är en tätort i Vittangi distrikt (Jukkasjärvi socken) i Kiruna kommun. Vittangi ligger vid selet Vittangisuanto där Vittangiälven rinner ut i Torne älv i Norra Lappland. 
Väg E45 går genom samhället.

## Historik
Vittangi by grundades 1674 av Henrik Mickelsson Kyrö från Pello och är kyrkort i Vittangi församling. Platsen omnämns dock redan 1554, då birkarlen Olof Joensson Pajari i Kainuunkylä fiskade där.[källa behövs]
År 1594 skattade Siggevara lappby för fiskevattnet Nedre uisangh som anses åsyfta Vittangisuanto.

### Befolkningsutveckling

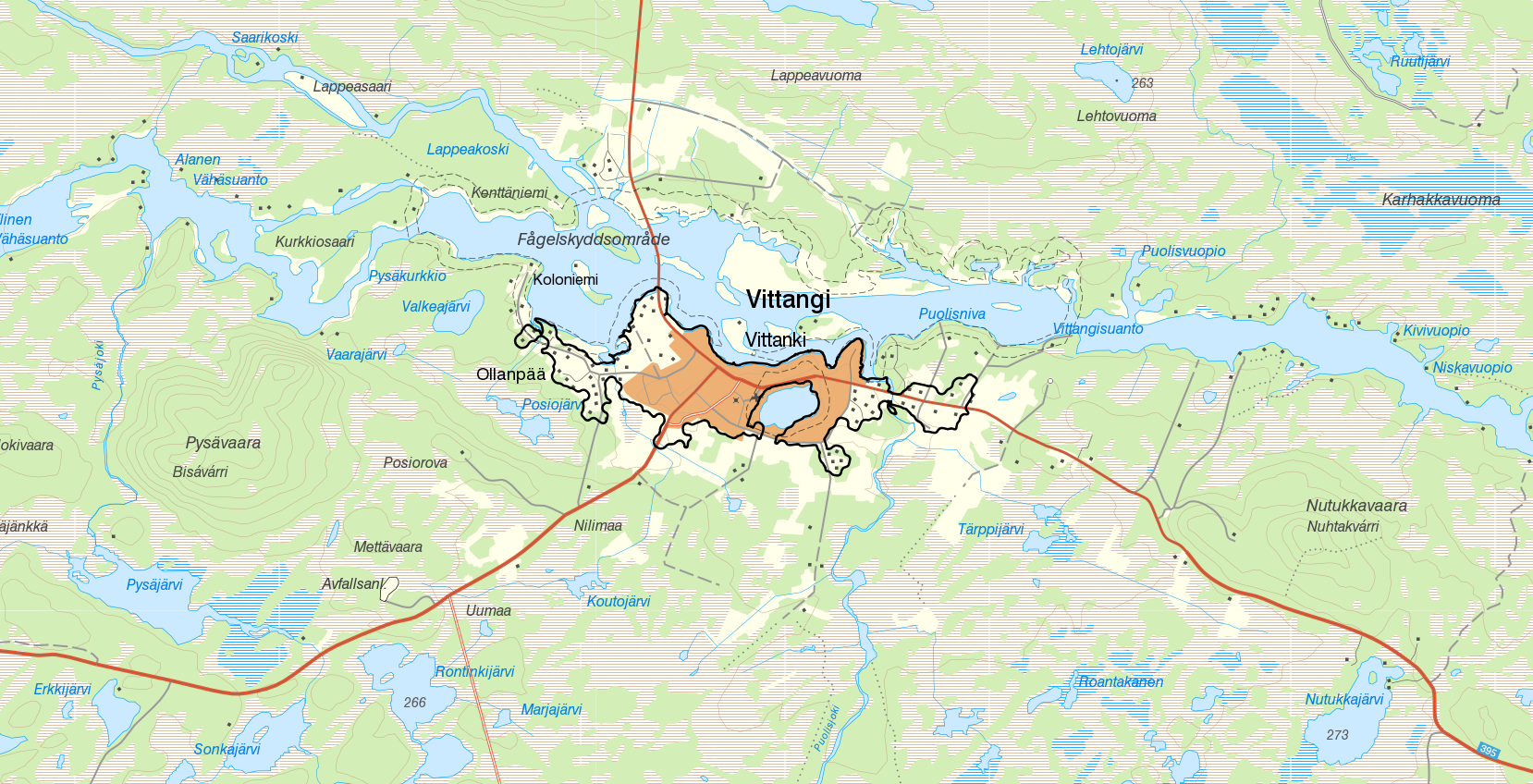
Den av Statistiska centralbyrån avgränsade tätorten Vittangi, med gränserna från tätortsavgränsningen 2015.

| Befolkningsutvecklingen i Vittangi 1920–2020            | Befolkningsutvecklingen i Vittangi 1920–2020 | Befolkningsutvecklingen i Vittangi 1920–2020 | Befolkningsutvecklingen i Vittangi 1920–2020 | Befolkningsutvecklingen i Vittangi 1920–2020 |
| ------------------------------------------------------- | -------------------------------------------- | -------------------------------------------- | -------------------------------------------- | -------------------------------------------- |
|                                                         |                                              |                                              |                                              |                                              |
| År                                                      |                                              |                                              | Folkmängd                                    | Areal (ha)                                   |
| 1920                                                    | 1920                                         |                                              | 600                                          | ##                                           |
| 1940                                                    | 1940                                         |                                              | 1 168                                        | ##                                           |
| 1945                                                    | 1945                                         |                                              | 1 011                                        | ##                                           |
| 1950                                                    | 1950                                         |                                              | 957                                          | ##                                           |
| 1960                                                    | 1960                                         |                                              | 1 155                                        | 153                                          |
| 1965                                                    | 1965                                         |                                              | 1 311                                        | 154                                          |
| 1970                                                    | 1970                                         |                                              | 1 274                                        | 196                                          |
| 1975                                                    | 1975                                         |                                              | 1 278                                        | 180                                          |
| 1980                                                    | 1980                                         |                                              | 1 195                                        | 224                                          |
| 1990                                                    | 1990                                         |                                              | 905                                          | 217                                          |
| 1995                                                    | 1995                                         |                                              | 878                                          | 217                                          |
| 2000                                                    | 2000                                         |                                              | 851                                          | 217                                          |
| 2005                                                    | 2005                                         |                                              | 789                                          | 217                                          |
| 2010                                                    | 2010                                         |                                              | 784                                          | 227                                          |
| 2015                                                    | 2015                                         |                                              | 791                                          | 200                                          |
| 2020                                                    | 2020                                         |                                              | 755                                          | 175                                          |
| Anm.: ## Som tätort/befolkningsagglomeration 1920–1950. |                                              |                                              |                                              |                                              |

## Samhället
Vittangi är den största tätorten på Kiruna landsbygd och har ett rikt föreningsliv och många företag för sin storlek. Här finns livsmedelsaffär och bensinstation. Byn har även en F–9-skola.
Vittangi kyrka, invigd av Lars Levi Laestadius 1854, ligger vid sjön Julkatteenjärvi. Intill kyrkan finns en minnessten över byns grundare, rest av Vittangi hembygdsförening.
Ett Folkets hus finns i byn, startat år 1935.
Sjön Julkatteenjärvi är mycket fågelrik och är ett fågelskyddsområde. Nordost om Vittangi ligger även myren Ripakaisenvuoma som är mycket fågelrik och ingår i Natura 2000.
Byar runt Vittangi är exempelvis Masugnsbyn som 1642 blev starten för Malmfälten. Övriga näraliggande byar är: Svappavaara, Parakka, Kuoksu, Vivunki, Lainio, Merasjärvi, Nurmasuando, Nedre Soppero, Övre Soppero och Lannavaara.

### Handel

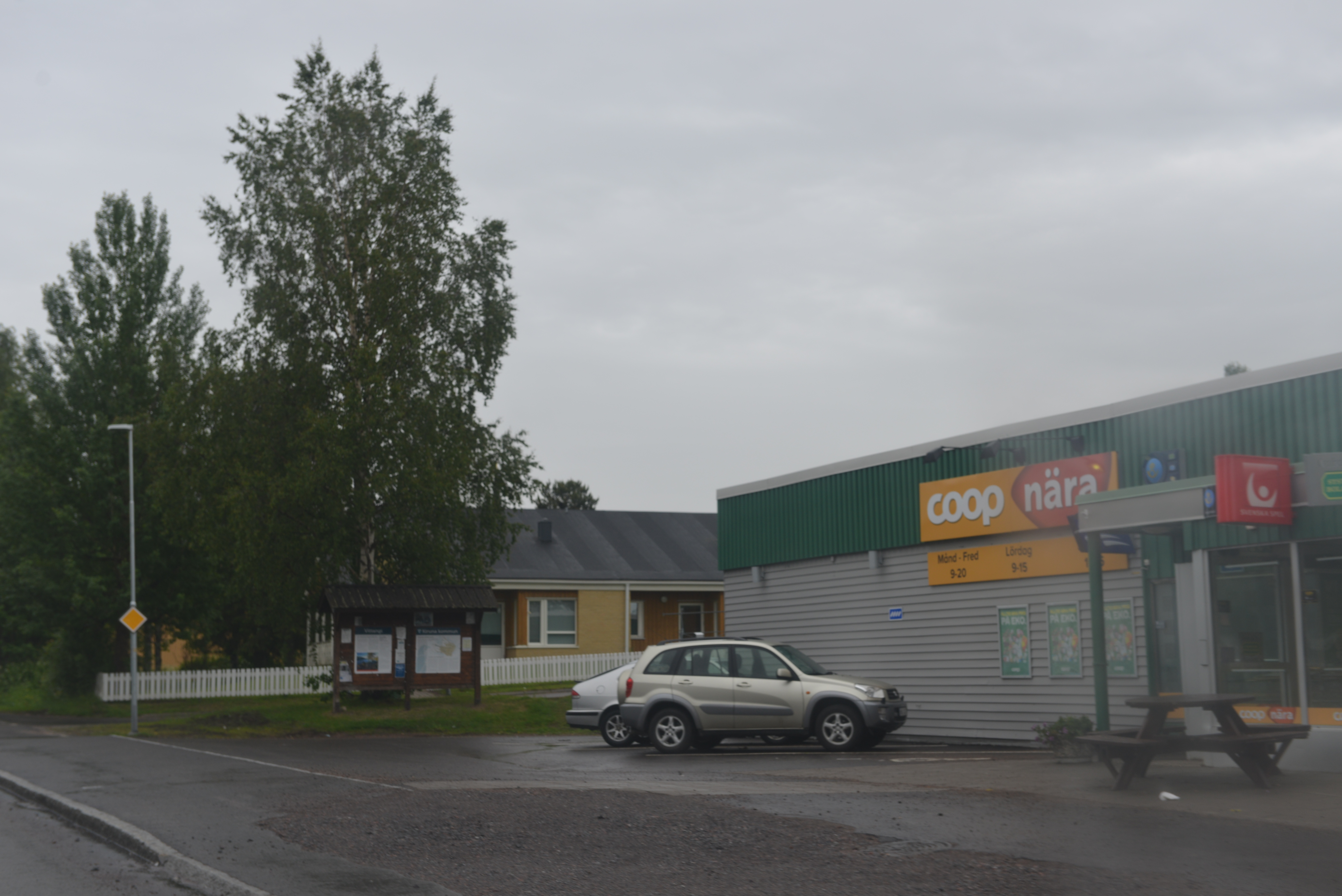
Coop Nära i Vittangi.

Kiruna arbetares kooperativa handelsförening öppnade sin första butik i Vittangi i februari 1935 i en hyrd lokal. Redan året därpå köpte föreningen mark där man under 1937 började bygga en egen butiksbyggnad efter Kooperativa förbundets arkitektkontors ritningar. Affären invigdes den 13 februari 1938.
Vittangi fick sedermera en Konsumhall belägen på Centralvägen 28 där det år 2023 fortfarande låg en Coop. Tidigare låg en Ica-butik bredvid Konsumbutiken. År 2009 gick Ica-butiken, som då hette Rogers Livs, i konkurs och lades ner.

## Klimat
Vittangi har det officiella svenska rekordet över lägst månadsmedeltemperatur på –27,2 °C. Denna uppmättes i februari 1985. 2024-01-16 uppmättes den dittills lägsta temperaturen, -44,6, sedan 2000-talet början.

## Ortnamnet
På meänkieli/finska skrivs namnet ”Vittanki”, på nordsamiska "Vazáš" (med det första ”a” kort, det andra långt). Det meänkieliska namnet är en variation av det samiska "Vidsandtj". Vad ”Vittangi” betyder är okänt, eventuellt är det en förvrängning av det skandinaviska ordet ”Hvitanger”.[motsägelse?] Vittangi förekommer som prefix för flera platser i närheten av byn, såsom selet Vittankisuvanto, Vittangiälven, älvens källsjö Vittangijärvi och fjället Vittankivaara.

## Vittangisjukan
Några av byns invånare bär på en mycket sällsynt genmutation som gör att de inte känner någon smärta. Denna genetiska sjukdom kallas Norrbottnisk ärftlig smärtokänslighet eller Vittangisjukan.

## Nunasvaara Södra-gruvan
Det australiska gruvföretaget Talga Group har fått bearbetningskoncession samt miljötillstånd för att öppna grafitgruvan Nunasvaara Södra omkring åtta kilometer väster om Vittangi i Nunasvaara skogsområde, något som Naturskyddsföreningen haft invändningar mot. Miljödomstolen granskade fallet och landade i att gruvdrift och naturmiljö i det här fallet kan existera samtidigt. Högsta domstolen beviljade inte prövningstillstånd.

## Bildgalleri

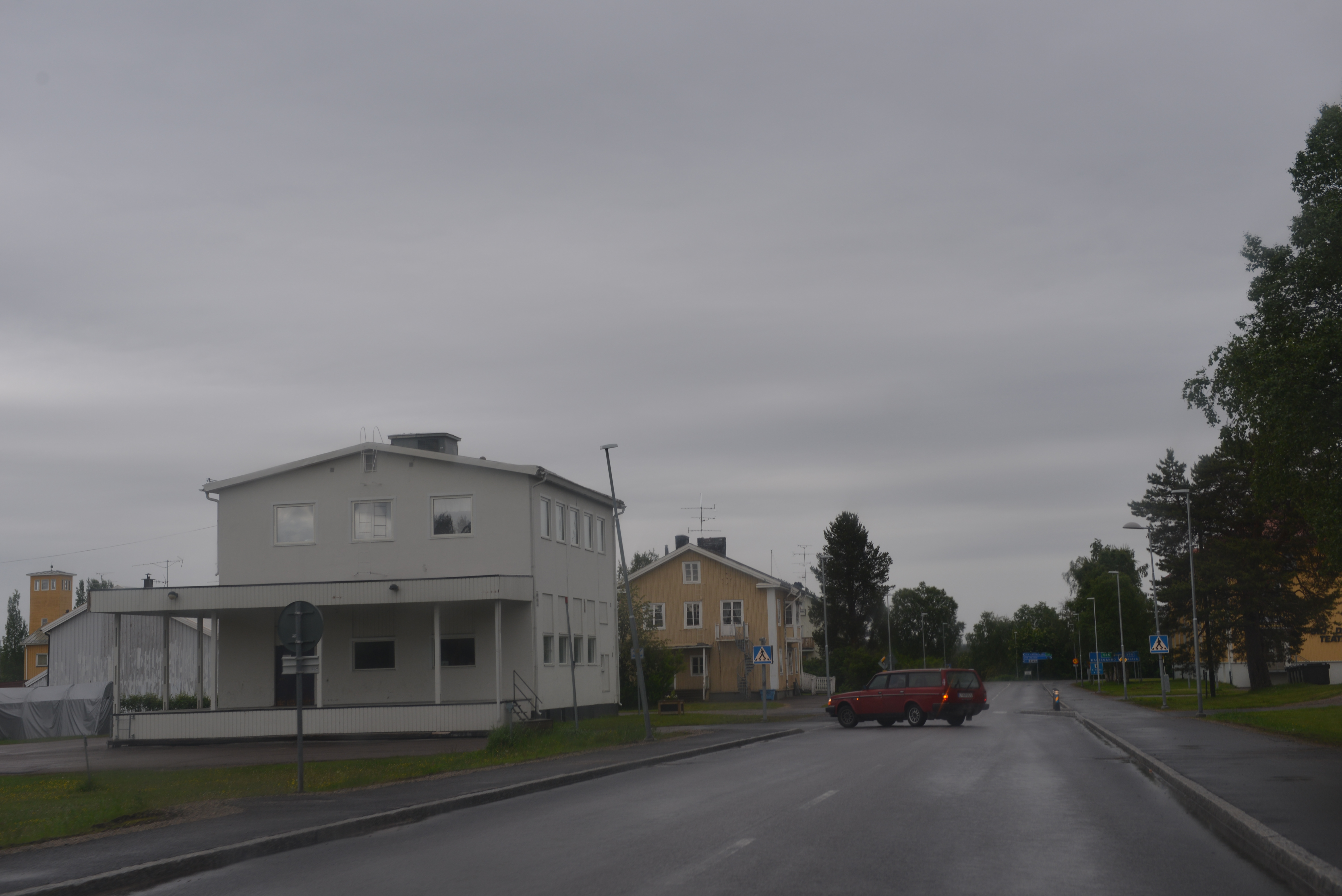
Vittangi
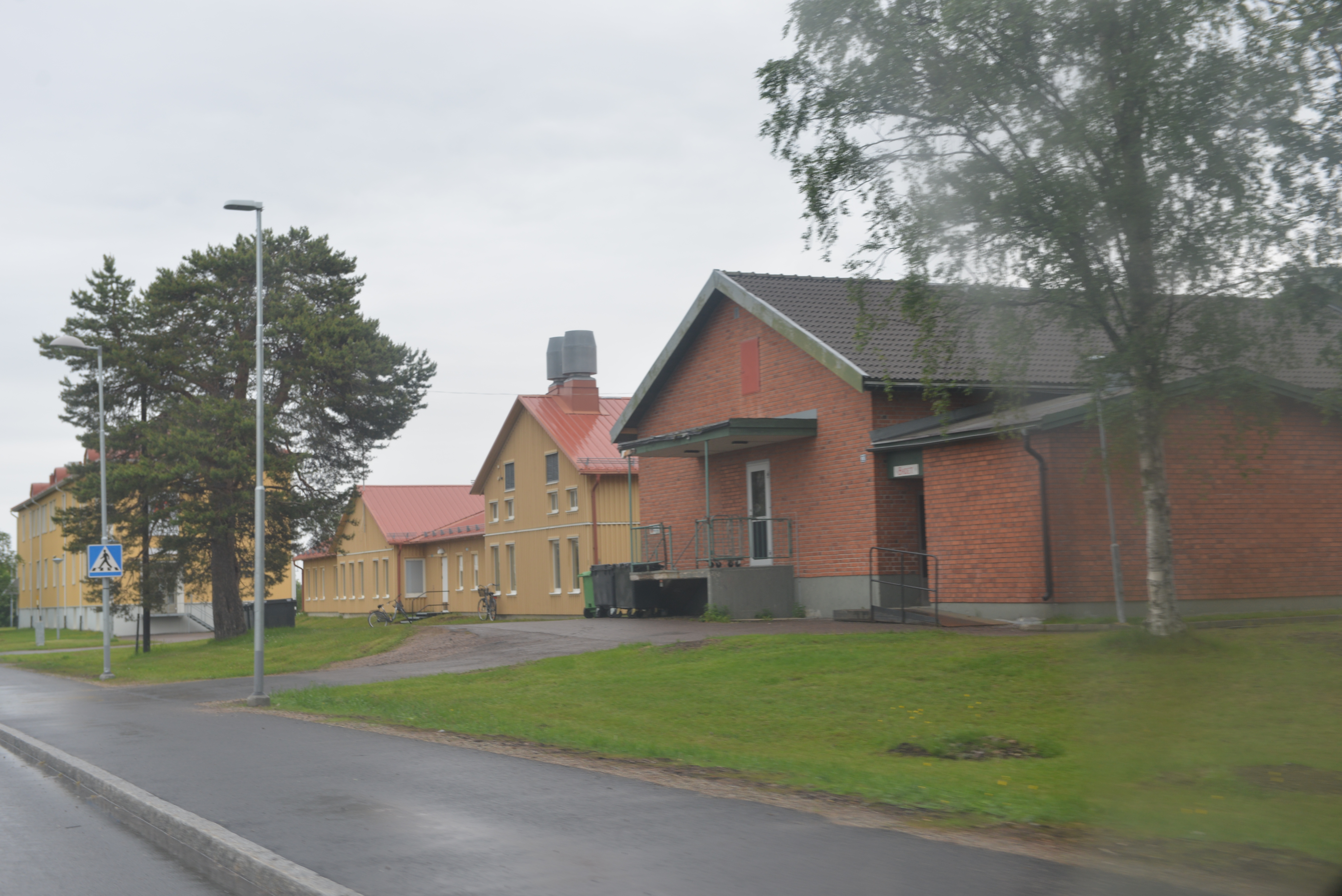
Vittangi
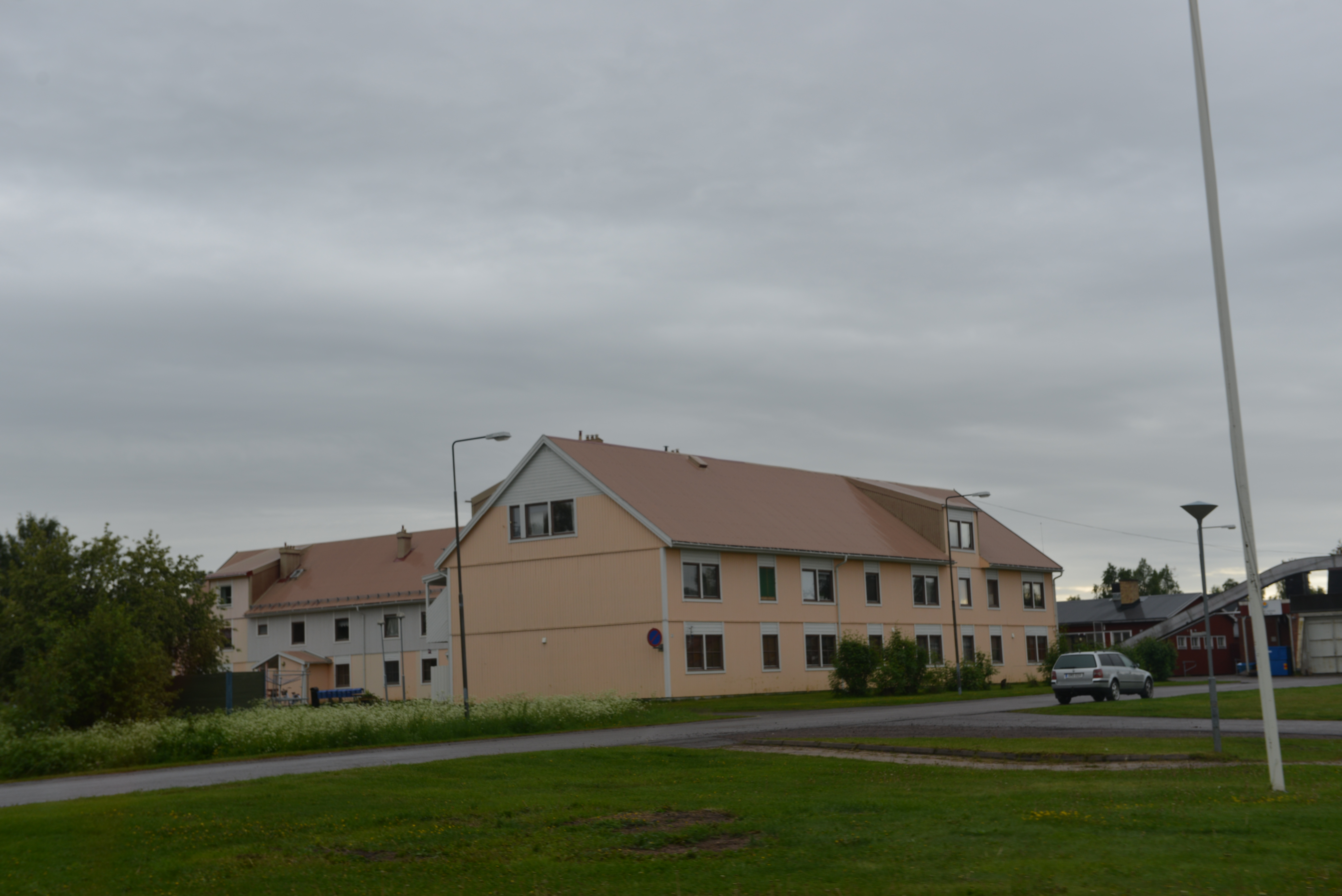
Vittangi
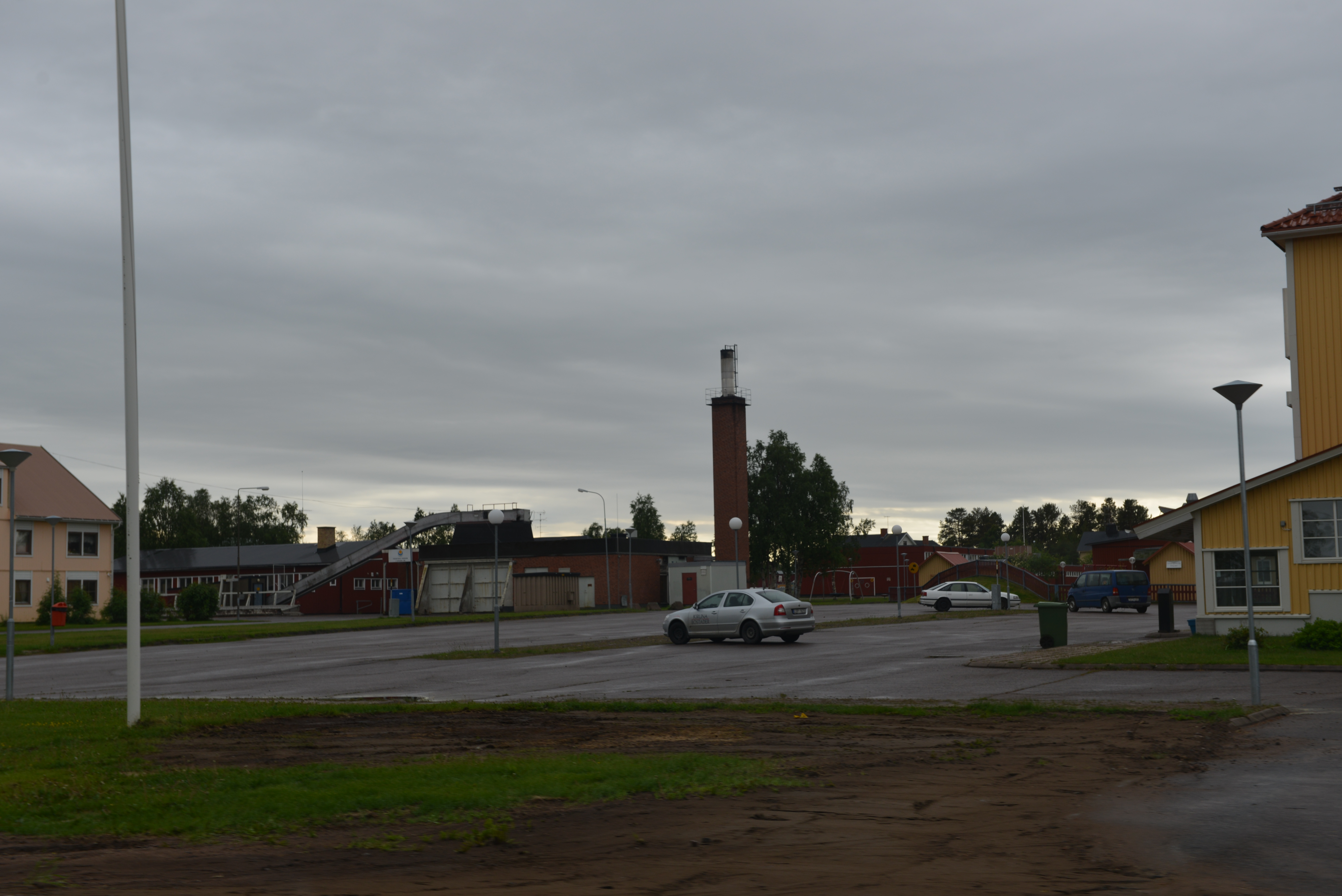
Vittangi
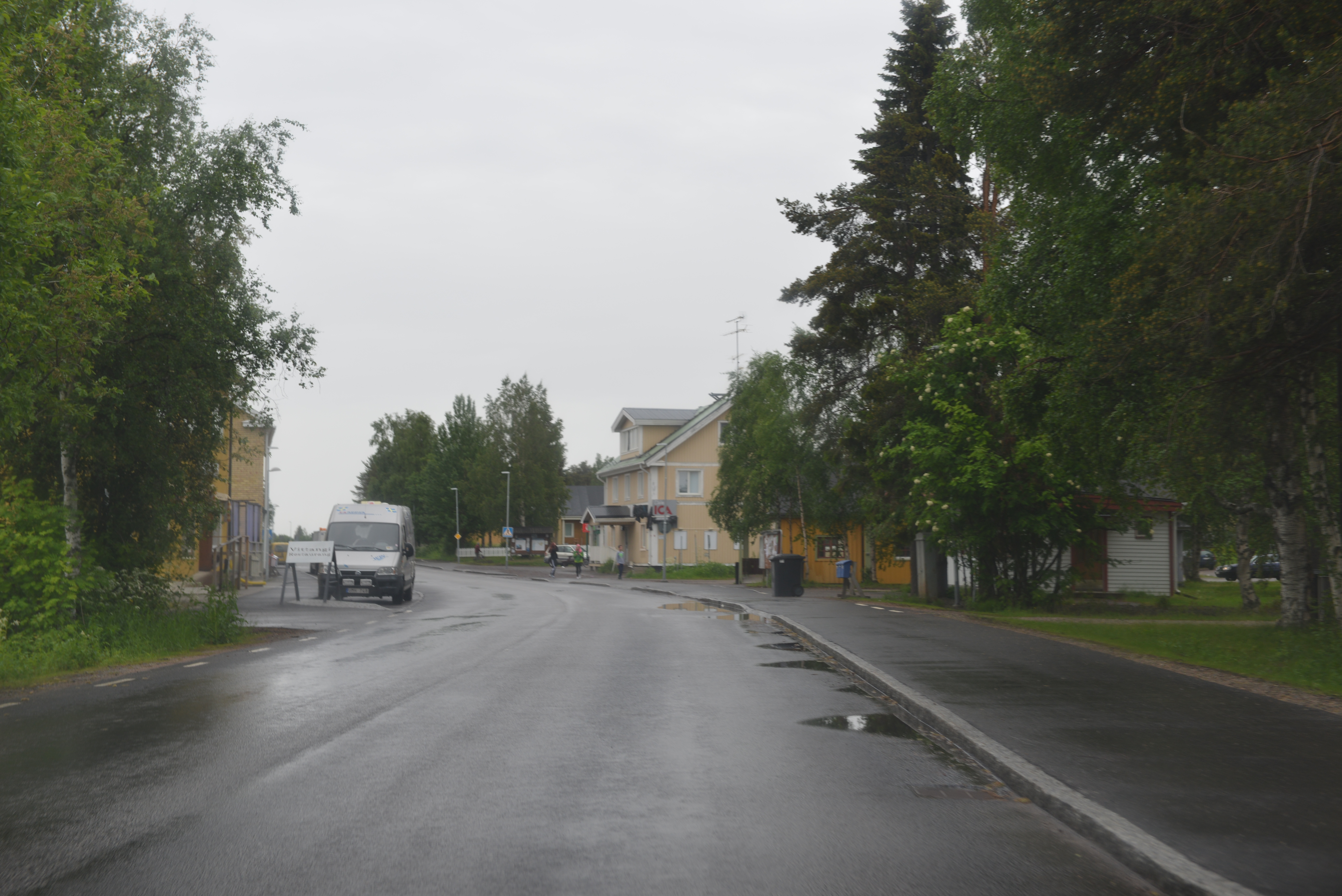
Vittangi centrum
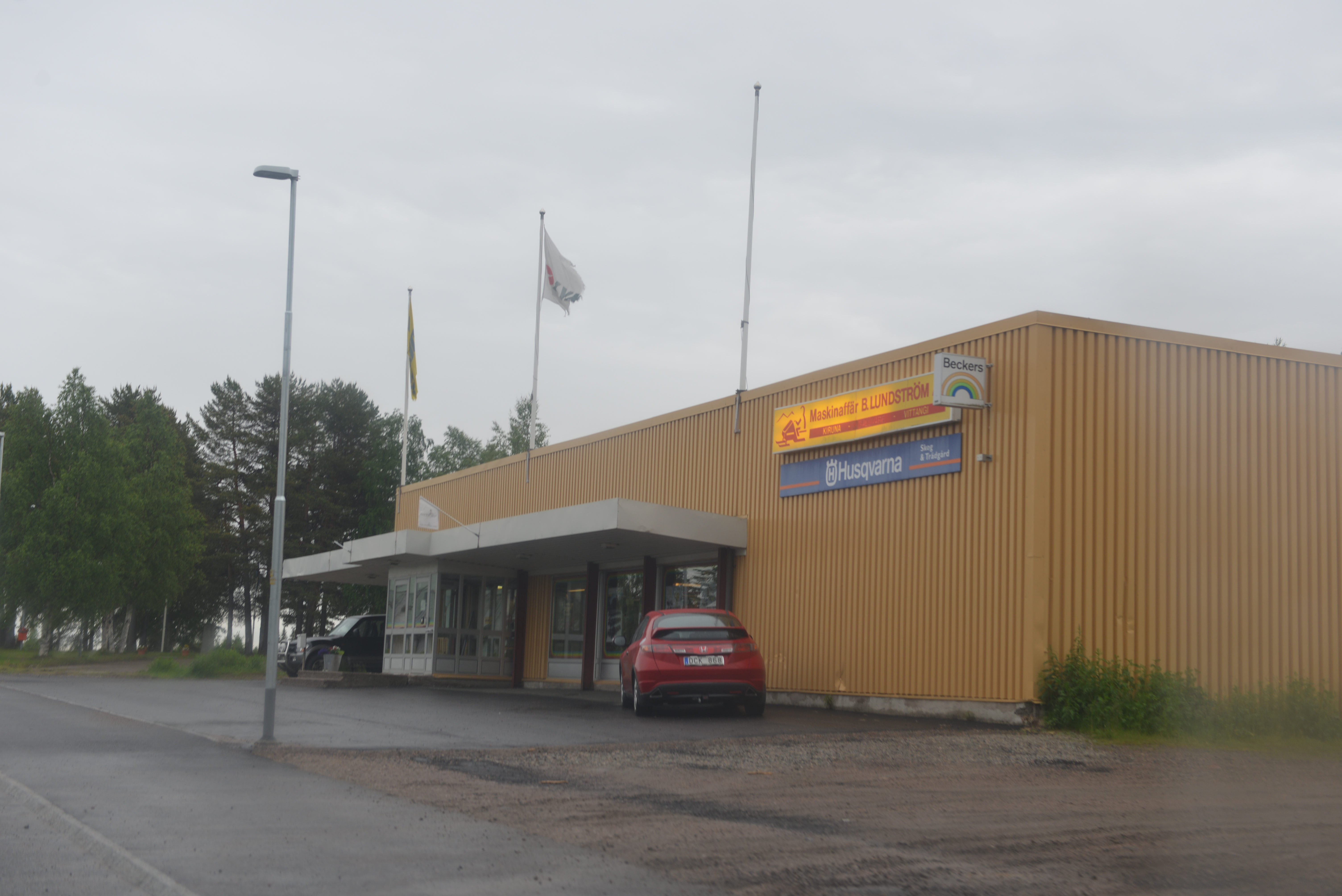
Vittangi centrum
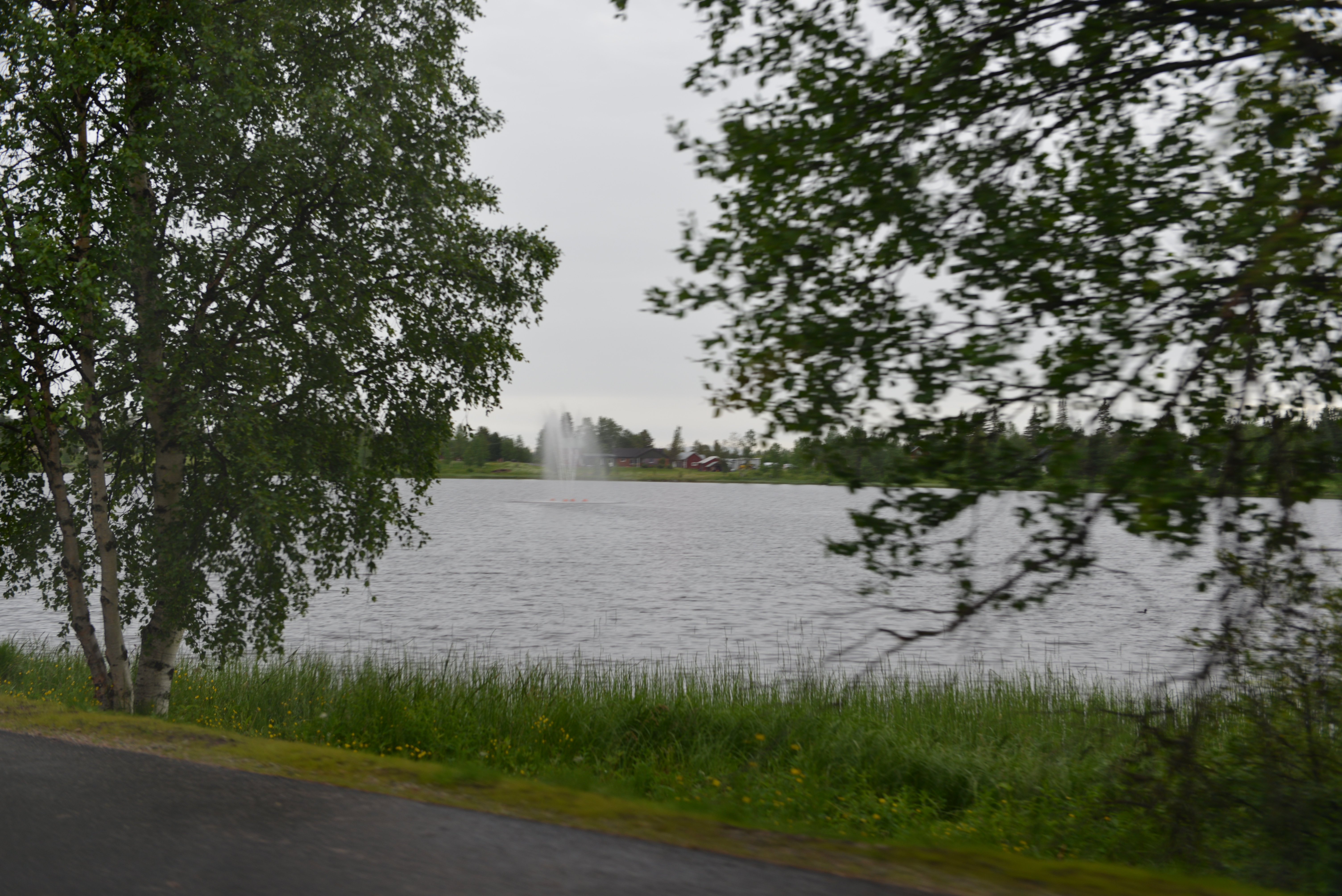
Vittangi fontän
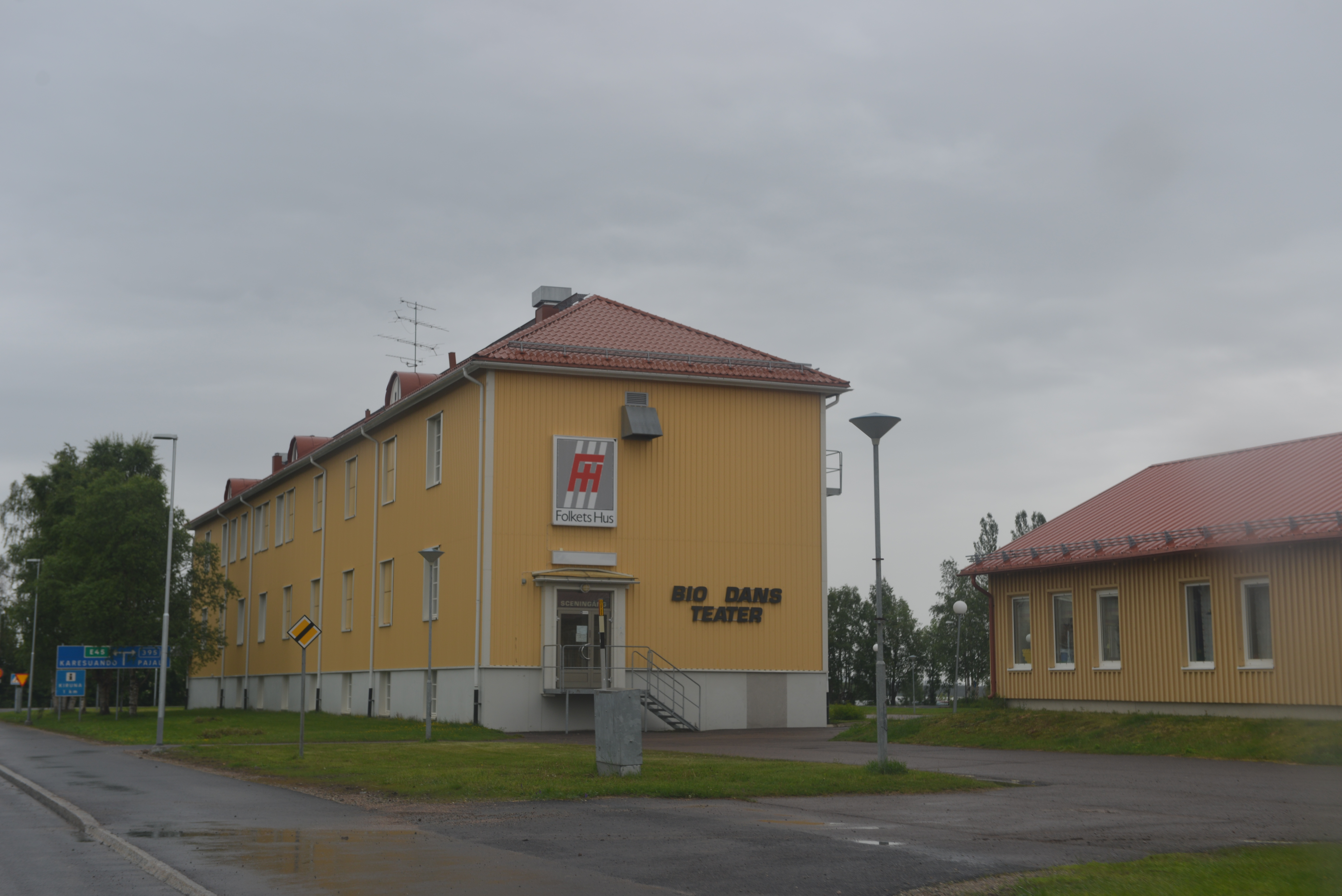
Vittangi Folkets Hus
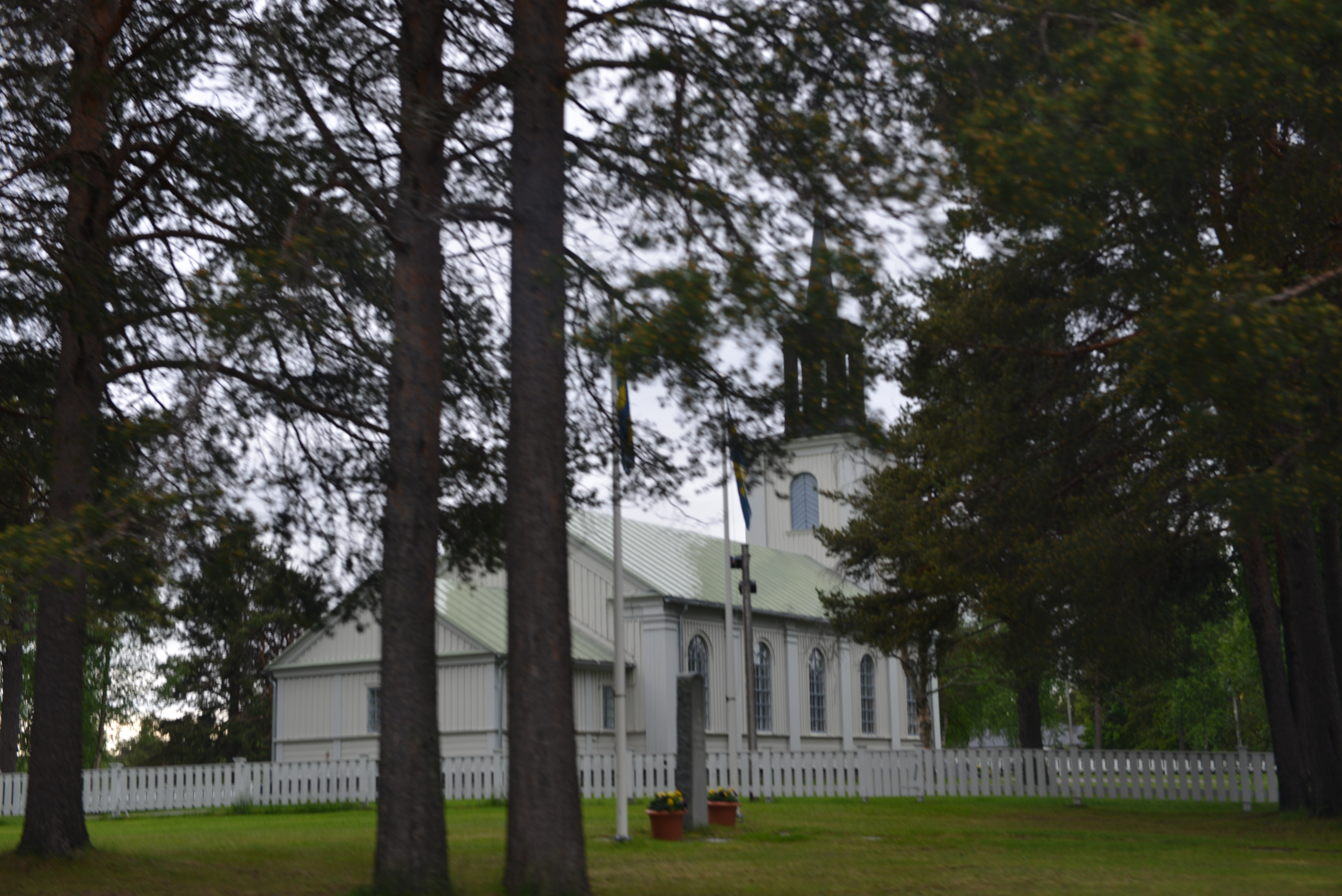
Vittangi kyrka
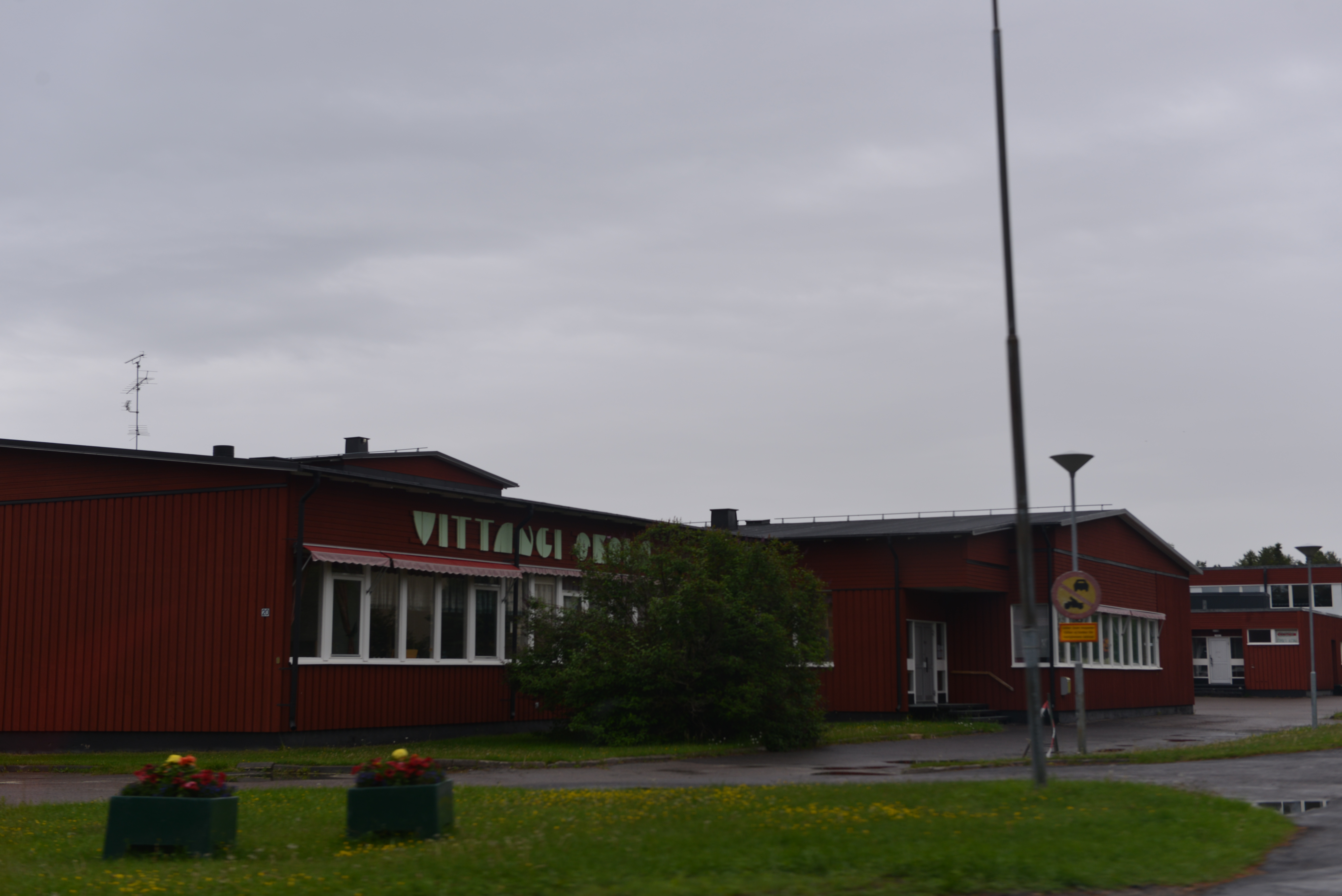
Vittangi skola